# 高雄市鳳山區鳳山國民小學
高雄市鳳山區鳳山國民小學，簡稱鳳山國小，是位於高雄市鳳山區中山路的公立國民小學，前身鳳山國語傳習所，創立於1896年，為高雄市的百年老校之一。

## 歷史
鳳山國小前身為鳳山國語傳習所，設立於1896年（明治29年），校址位於鳳山城西門昭忠祠，即今校址。1897年，設立內埔分教場（今屏東縣內埔國小）。1898年，設立打狗分教場（今旗津國小）、阿公店分教場（今岡山國小）、阿猴分教場（今屏東縣中正國小）、東港分教場（今屏東縣東港國小）。
1900年（明治33年），廢除國語傳習所，於原址改設為鳳山公學校。1909年（明治42年），設立翁公園分教場（今大寮區永芳國小）、港仔墘分教場（今小港國小）。1920年（大正9年），設立鳥松分教室（今鳥松國小）、田草埔分教場（今鳥松區仁美國小）。1921年（大正10年），設立五甲分教場（今五甲國小）。
1941年（昭和16年），全臺公學校、小學校改制為國民學校，本校因避免與原鳳山高等尋常小學校（戰後廢校，原址今為曹公國小）同名，故改稱為鳳山西國民學校。
1945年（民國34年）第二次世界大戰日本戰敗後，國民政府接收臺灣，本校改稱為鳳山國民學校。1946年（民國35年），高雄縣政府借用校舍作為辦公場所，本校借用大東國民學校、龍山寺部分房舍上課。1949年（民國38年），改稱為鳳山示範國民學校，遷至今曹公國小校址。1959年（民國48年），本校遷回現址。1965年（民國54年），設立鎮西分校（今鳳山區中山國小）。
1968年（民國57年）8月1日實施九年國民教育，校名改為高雄縣鳳山鎮鳳山國民小學。
1972年（民國61年）因應鳳山鎮升格為鳳山市，校名改稱為高雄縣鳳山市鳳山國民小學。2010年（民國99年）因應高雄縣市合併，校名改稱為高雄市鳳山區鳳山國民小學。

## 歷任校長

### 日治時期
日治時期歷任校長如下：
| 任別     | 姓名       | 任期                          |
| -------- | ---------- | ----------------------------- |
| 第一任   | 赤岩鹿三郎 | 1898年10月1日－1899年2月2日   |
| 第二任   | 橋本勝仲   | 1899年2月2日－1901年10月18日  |
| 第三任   | 齋藤典治   | 1901年10月18日－1908年3月31日 |
| 第四任   | 中田哲夫   | 1908年3月31日－1909年12月22日 |
| 第五任   | 中野勝馬   | 1909年12月22日－1910年5月10日 |
| 第六任   | 吉津邦喜   | 1910年5月10日－1912年3月18日  |
| 第七任   | 高岡武明   | 1912年3月18日－1919年7月8日   |
| 第八任   | 大苗大雅   | 1919年7月8日－1922年8月4日    |
| 第九任   | 山口俊一   | 1922年10月24日－1931年3月31日 |
| 第十任   | 白潟保     | 1931年3月31日－1939年9月19日  |
| 第十一任 | 木本喜三郎 | 1939年9月19日－1945年         |

### 民國時期
民國時期歷任校長接任如下：
| 任別     | 姓名   | 任期 |
| -------- | ------ | ---- |
| 第一任   | 羅安心 |      |
| 第二任   | 曾桂生 |      |
| 第三任   | 馮自新 |      |
| 第四任   | 曾桂生 |      |
| 第五任   | 陳天送 |      |
| 第六任   | 黃石定 |      |
| 第七任   | 潭介夫 |      |
| 第八任   | 陳志良 |      |
| 第九任   | 徐靜雄 |      |
| 第十任   | 黃素型 |      |
| 第十一任 | 陳春蓮 |      |
| 第十二任 | 簡秀梅 |      |
| 第十三任 | 李雲漳 |      |
| 第十四任 | 林金穗 | 現任 |

## 外部連結
- 鳳山國小官網 （页面存档备份，存于）